# Sherfield Park
Sherfield Park är en civil parish i Basingstoke and Deane i Hampshire i England. Skapad 1 april 2016.